# Christoph Hillmann

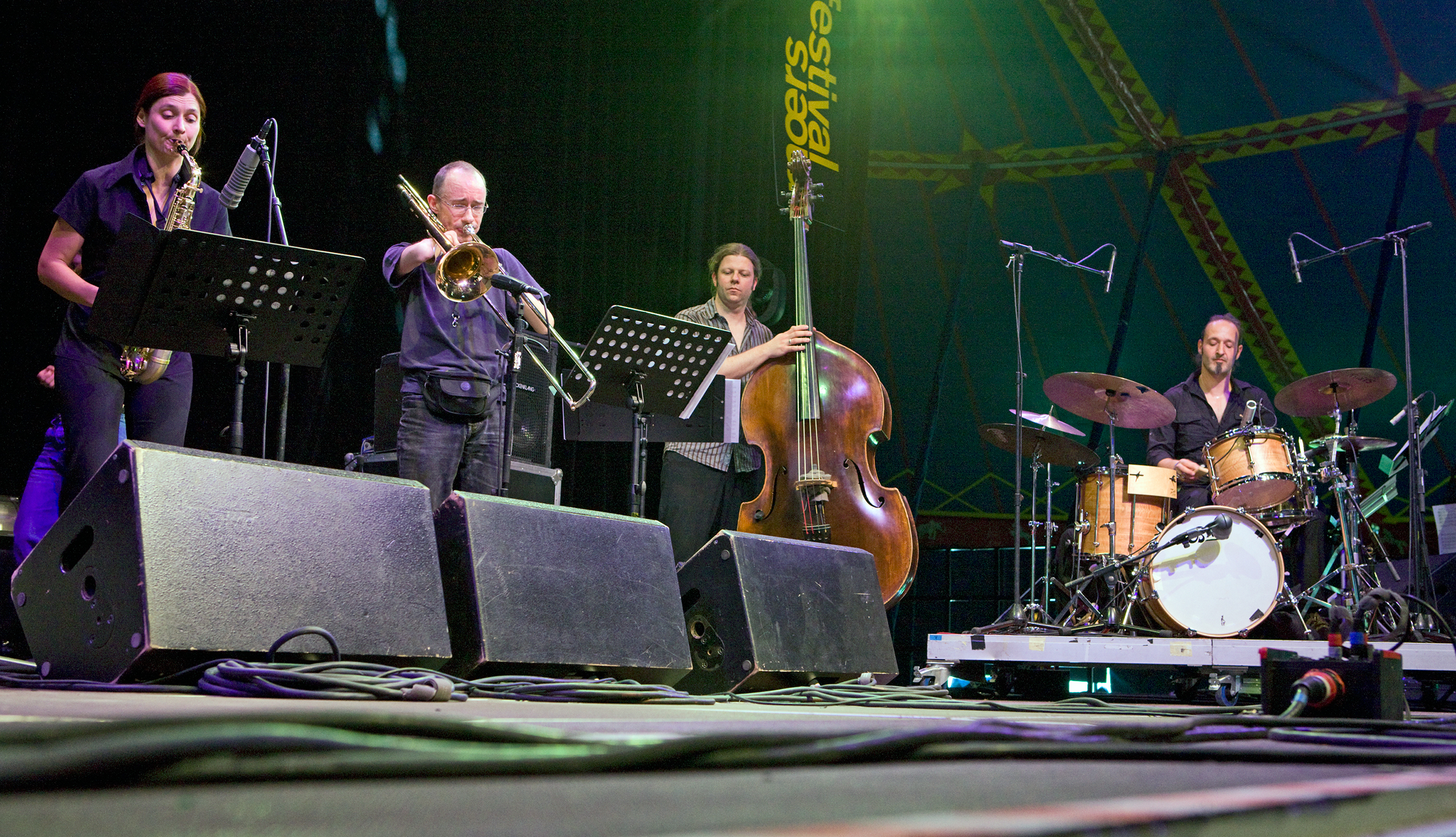
Christoph Hillmann (rechts) mit dem Angelika Niescier Quartett (Moers Festival 2008)

Christoph Hillmann (* 1964) ist ein deutscher Jazzschlagzeuger und Perkussionist.

## Leben und Wirken
Hillmann studierte am Konservatorium von Arnheim bei Joop van Erven und René Creemers. Seit 1993 lebt er als Schlagzeuger und Perkussionist in Köln, seit 2009 in Berlin. Neben dem klassischen Schlagzeug kommen auch Alltagsgegenstände als Instrumente zum Einsatz. Er verwendet Liveelektronik und spielt Instrumente wie den persischen Tombak, die indische Dholak, Udu, Rahmentrommeln und gelegentlich chromatische Kalimba und Garrahand.
Einer breiteren Jazzszene bekannt wurde Hillmann durch sein Zusammenspiel mit André Nendza in dessen Gruppen A-Tronic (mit Oliver Leicht und Stephan Meinberg), The Invention of Rooms (mit Claudius Valk und Hendrik Soll) und im Trio Lemke-Nendza-Hillmann (später Tria Lingvo), mit Angelika Niescier in den Gruppen Sublim (mit Hans Lüdemann und Sebastian Räther) und dem Stepptanz-Projekt Summit Talks, mit Norbert Steins Patamasters und dem Frank Speer Acoustic Quartet (mit Nils Wogram und Sebastian Räther). Außerdem wirkte er als Musiker und Komponist seit Anfang der 1990er Jahre an zahlreichen Tanzprojekten mit und spielte Film- und Hörspielmusiken ein. Von 2012 bis 2019 war er im Vorstand der Union Deutscher Jazzmusiker.
Hillmann ist seit 2004 Co-Organisator und Dozent der Sommerjazzwoche „Jazzemble“ in der Akademie Remscheid. Weiterhin lehrte er von 2008 bis 2018 Hauptfach Schlagzeug in der Jazzabteilung des IFM der Musikhochschule Osnabrück und gibt Seminare über verschiedenste rhythmische Spezialgebiete. Die Internationale Bauausstellung Lausitz beauftragte ihn mit einem musikalischen Stadtteilprojekt im Rahmen des „Paradies 2“, das 2011 den BKM-Preis Kulturelle Bildung erhielt. Zudem leitet er das kreative Tonstudio JamMBoxX in der Städtischen Musikschule Potsdam „Johann Sebastian Bach“ und 2020 den Standort Galileistraße dieser Musikschule.

## Preise und Auszeichnungen
Als Schlagzeuger erhielt Hillmann Förderpreise bei den Leipziger Jazztagen, Eurojazz Brüssel, Jazzfestival Münster und den Leverkusener Jazztagen. Die Produktionen Sublim III und Rooms Restored erhielten jeweils den ECHO Jazz. Das Tria Lingvo (Lemke - Nendza – Hillmann) teilte sich 2014 den Neuen Deutschen Jazzpreis mit dem Duo Claudius Valk/Sebastian Sternal.

## Diskographische Hinweise
- Lutz Potthoff: Personal View (mit Andreas Wahl), 1994
- De 8-Baan: 8 × g (mit Peter Weniger und Eric Vloeimans), 1995
- Stephan-Max Wirth Quartett: Mythos
- Lutz Potthoff Quartett: Windrush (mit Uli Beckerhoff), 1997
- André Nendza Septett: Songs from a Red Notebook, 1997
- Norbert Steins Pata Masters: Pata Maroc (mit Michael Rüsenberg), 1999
- André Nendza Quartett: The Invention of Rooms, 2000
- Angelika Niescier – Sublim: Sublim, 2002
- A.Tronic: Lichtblau (mit Oliver Leicht, Stephan Meinberg, Dave Liebman und Céline Rudolph), 2002
- Lemke - Nendza – Hillmann: El Arte, 2005
- Andreas Wahl: Experimentle Band, 2005
- Philipp van Endert Trio: Khilebor, 2006
- Christina Fuchs Quartett: No Tango, 2007
- A.Tronic: Spectacles (mit Dave Liebman, Oliver Leicht, Stephan Meinberg, Ralph Beerkircher bzw. Markus Segschneider, sowie Sven Decker, Céline Rudolph und Inga Lühning), 2008
- Caroline Thon Patchwork: Inner Voice (mit Julia Hülsmann, Junia Vent, Matthias Nowak), 2008
- Angelika Niescier Sublim: Sublim III, 2009 (ECHO Jazz)
- André Nendza Quartett: Rooms Restored, 2011 (ECHO Jazz)
- Tria Lingvo (Lemke – Nendza – Hillmann) At Its Purest 2012
- Feinkost Decker Second Crack: (mit Sven Decker, Katrin Scherer und Stefan Scheib), 2013
- Christina Fuchs No Tango: Eleven, 2017
- Kuchenbuch / Potratz / Hillmann: Kubus 5, 2018 (rec. 2017)
- Ania Paz Trio: Espacios, 2023